# SVO (Subject Verb Object)
SVO (Subject Verb Object)  – skrót oznaczający typ zdania, w którym podmiot występuje przed orzeczeniem, a dopełnienie występuje na końcu oraz typ języka, w którym takie zdania są dominujące. Jest to jeden z dwóch najpopularniejszych typów obok SOV, ten rodzaj składni jako podstawowy występuje w  41,79% języków.

## JęzykiSVO
To m.in.: polski, angielski, albański, estoński, fiński, francuski, ganda, grecki, hausa, hebrajski, chiński, hiszpański, indonezyjski, islandzki, jawajski, joruba, kaszubski, khmerski, kicze, łotewski, macedoński, malajski, niemiecki, portugalski, rosyjski, rumuński, serbsko-chorwacki, słoweński, suahili, tajski, ukraiński, wietnamski, włoski, zulu.

## Przykładowe zdanieSVO
- He (podmiot) ate (orzeczenie) an apple (dopełnienie)
- Er (podmiot) aß (orzeczenie) einen Apfel (dopełnienie)
- Il (podmiot) a mangé (orzeczenie) une pomme (dopełnienie)
- Он (podmiot) съел (orzeczenie) яблоко (dopełnienie)
- Hän (podmiot) söi (orzeczenie) omenan (dopełnienie)
- On (podmiot) zjadł (orzeczenie) jabłko (dopełnienie)

W językach pozycyjnych, np. w języku angielskim, taki szyk jest w zdaniach orzekających konieczny, gdyż miejsce w ciągu determinuje tu równocześnie funkcję w zdaniu. Przestawienie członów powoduje zmianę znaczenia lub czyni zdanie bezsensownym, por.
- Peter killed a lion.          vs. A lion killed Peter.
- Peter brachte einen Löwen um. vs. Ein Löwe brachte Peter um.
- Pierre a tué un lion.         vs. Un lion a tué Pierre.
- Pietari tappoi leijonan.      vs. Leijona tappoi Pietarin.
- Pietro uccise un leone.       vs. Un leone uccise Pietro.

W języku polskim, który dysponuje bogatym systemem form fleksyjnych informujących o funkcji składniowej, szyk SVO jest tylko jedną z możliwości uporządkowania wyrażeń, niemniej jednak w wyrażeniach o szyku neutralnym z reguły składniki występują w takiej właśnie kolejności.
Gdy formy mianownika i biernika odpowiednich rzeczowników są identyczne i semantyka czasownika (całego zdania) nie pozwala na jednoznaczne ustalenie funkcji składniowych, zdanie staje się dwuznaczne, np.:
Radość ze zwycięstwa przyćmiła mu śmierć przyjaciela (a także Śmierć przyjaciela przyćmiła mu radość ze zwycięstwa) można rozumieć dwojako:
- Radość ze zwycięstwa zajęła miejsce smutku po stracie przyjaciela.
- Śmierć przyjaciela odebrała radość ze zwycięstwa.

W tej sytuacji zaleca się właśnie użycie szyku SVO. Dla uniknięcia nieporozumień w zdaniach tego typu najlepiej jednak użyć strony biernej.